# 9426 Аліанте
9426 Аліанте (9426 Aliante) — астероїд головного поясу, відкритий 14 лютого 1996 року.
Тіссеранів параметр щодо Юпітера — 3,294.